# Noriko Ishibashi
Noriko Ishibashi (石橋 紀子, Ishibashi Noriko, 5 mei 1970) is een Japans voormalig voetbalster.

## Carrière
Ishibashi maakte op 24 december 1989 haar debuut in het Japans vrouwenvoetbalelftal tijdens een wedstrijd om het Aziatisch kampioenschap 1989 tegen Nepal. Japan behaalde brons op de Spelen. Zij nam met het Japans elftal deel aan de Aziatisch kampioenschap 1991. Japan behaalde zilver op de Spelen. Ze heeft drie interlands voor het Japanse vrouwenelftal gespeeld en scoorde daarin een keer.

## Statistieken
| Japans vrouwenvoetbalelftal | Japans vrouwenvoetbalelftal | Japans vrouwenvoetbalelftal |
| Jaar                        | Wed.                        | Dlp.                        |
| --------------------------- | --------------------------- | --------------------------- |
| 1989                        | 1                           | 1                           |
| 1990                        | 0                           | 0                           |
| 1991                        | 2                           | 0                           |
| Totaal                      | 3                           | 1                           |